# Gottfrid Jacobson
Gottfrid Jacobson, född 17 maj 1874 i Malmö Sankt Petri församling, död 6 januari 1952 i Tygelsjö församling, Malmöhus län, var en svensk handelsträdgårdsmästare och hovblomsterhandlare.
Jacobson, som var son till tolagsskrivaren Johan Peter Edvard Jakobsson och Ada Charlotta Anderson, började sin trädgårdsmannabana i firman H. Möller (Hans Axel Möller) vid Södervärn i Malmö. Där arbetade han under flera år inom firmans olika avdelningar, växthus, blomsterhandel, plantskola och fröhandel, vilket på den tiden ansågs vara allsidig utbildning inom facket. Han öppnade 1901 egen blomsterhandel i dåvarande Hultmanska fastigheten vid Baltzarsgatan i Malmö, anförtroddes under årens lopp många större dekorationsuppdrag och blev kunglig hovleverantör. Han var en av stiftarna av Malmö blomsterhandlareförening. Han var även verksam inom Malmöhus läns trädgårdsodlareförening och var distriktsombud för länet för Blomsterförmedlingen. På nyåret 1944  överlät han sin rörelse, Jacobsons Hovblomsterhandel, till sonen Gunnar Jacobson (1906–1979), en tid även ordförande i Blomsterhandlarnas riksförbund samt Malmö blomsterhandlareförening. Gottfrid Jacobson gravsattes på S:t Pauli södra kyrkogård i Malmö.